# I confratelli
I confratelli (The Brethren) è un romanzo di John Grisham, pubblicato originariamente nel 2000 ed edito in Italia nel 2001.

## Trama
Trumble, carcere federale della Florida. Tre ex-giudici, Finn Yarber, Hatlee Beech e Joe Roy Spicer, costituiscono un gruppo isolato chiamato "i Confratelli", ovvero uno pseudo ordinamento giudiziario, a disposizione dei detenuti per la risoluzione di alcune controversie interne che altrimenti provocherebbero atti potenzialmente violenti.
Un giorno inventano un sistema per arricchirsi inserendo false inserzioni su una rivista per incontri gay e ricattando coloro che rispondono a tali messaggi. Al piano prende parte un complice esterno, un avvocato ubriacone e col vizio del gioco di nome Trevor Carson che si occupa di trasferire le somme così ottenute presso un conto segreto alle Bahamas.
La truffa si protrae con relativa semplicità fino a quando nella rete dei tre malfattori finisce nientemeno che il candidato alla presidenza degli USA, Aaron Lake, il quale pochi mesi prima, da governatore dell'Arizona e presidente della commissione in Senato su Armi Estere, viene assoldato dal capo della CIA Teddy Maynard in persona.
Era stato scelto per due ragioni: la prima è che la politica statunitense riprendesse a finanziare anziché tagliare i fondi della Difesa in preparazione ad un possibile Terzo Conflitto Mondiale con dei terroristi ex-comunisti russi (e, a parere di Teddy, i tagli erano stati così tanti che non sarebbe stata più possibile un'altra Guerra del Golfo); la seconda perché Aaron Lake era l'uomo adatto in quanto "pulito", senza scheletri nell'armadio.
L'équipe di agenti segreti che monitorava gli spostamenti di Aaron Lake scopre che egli possiede un'altra cassetta delle lettere, ignota alla sua segretaria, che usava per scrivere lettere a Ricky. Da allora seguono il percorso della corrispondenza da e a quella cassetta e arrivano a Trevor e ai Confratelli.
Il primo ad indicare a Spicer che qualcosa non andava fu Trevor, che nel frattempo si era notevolmente arricchito con quella truffa. Trevor infatti da giorni era stato costretto a essere seguito da due agenti che lo monitoravano costantemente. Decide di lasciare la parte di denaro che spettava ai Confratelli e scappa per inseguire il suo sogno di vivere su uno yacht, desiderio che non si avvera mai dato che viene ammazzato poco tempo dopo.
Dal canto loro, anche loro capiscono che dietro lo pseudonimo di Al Kowniers (nome con cui il futuro presidente si firmava) ci stava Lake per via di uno strano incidente aereo in cui quest'ultimo scrive due lettere, una per Ricky chiedendogli di chiudere la corrispondenza per sempre, e una in cui scrive a un collaboratore, inviandole, contemporaneamente a una terza lettera, scritta dai falsificatori della CIA, ai Confratelli. In breve ricevono due lettere firmate Al e una Aaron Lake, tutte con la stessa grafia.
A questo punto Teddy Maynard si rende conto che è necessaria una drastica soluzione: sbarazzarsi di Ricky. Decide di chiedere al Presidente ancora in carica di concedere loro la grazia, a patto che loro tre consegnino tutte le copie delle lettere ed espatrino per almeno due anni. Il Presidente gli concede la grazia e i Confratelli, finalmente liberi legittimamente, partono per l'Europa.
Due anni dopo Finn Yarber continua a scrivere inserzioni in una rivista gay.

## Personaggi principali
Finn Yarber: membro de "i Confratelli". Ex-giudice civile, è l'unico dei Confratelli a credere di essere innocente. Il suo personaggio epistolare è "Percy".
Hatlee Beech: membro de "i Confratelli". Ex presidente della Corte Suprema degli USA in Florida, diventò alcolista e commise un omicidio colposo stradale con un fuoristrada nel quale stava una donna nuda, la sua amante. Entrambi si salvarono, ma la famiglia che tamponarono morì sul colpo. Da allora diventò depresso per aver perso la sua fama da giudice federale. Il suo personaggio epistolare è "Ricky".
Joe Roy Spicer: membro de "i Confratelli". Non era, come gli altri, un vero giudice laureato - non si era neppure diplomato - ma era stato un giudice di pace finché non fu colto nello scremare gli incassi di una tombola di beneficenza, nonostante riuscì a nascondere abbastanza soldi prima di essere arrestato. Lui è la mente che sta dietro al "colpo di Angola", cioè questa truffa.
Trevor Carson: avvocato di scarso successo che si occupa di azioni prevalentemente burocratiche (divorzi, testamenti) per via della sua fobia delle aule di tribunale. Alcolista e dipendente dal gioco d'azzardo, sogna di poter vivere su uno yacht nei Caraibi e liberarsi del suo studio. Partecipa per questa ragione al piano dei Confratelli; il suo ruolo nel piano è semplicemente quello di recapitare le lettere e di scoprire l'identità dei proprietari delle cassette dei destinatari. Il piano si rivela proficuo a tal punto da portarlo a visitare Trumble quasi ogni giorno per avere abbastanza lettere da Spicer. Gli agenti della CIA lo intercettano e lo costringono a permetter loro di accedere alle lettere e modificarle. Lui, dopo aver avvisato Spicer, scappa in un paese dell'America Meridionale con i soldi che nel frattempo aveva raccolto con la truffa e quelli donati dagli agenti per estorcerlo, ma fu ucciso, stando ai giornali, in una rapina.
Aaron Lake: governatore dell'Arizona e presidente della commissione Armi Estere, era un uomo tranquillo. Secondo tutti coloro che lo conoscevano era l'uomo ideale: bello, intelligente, discreto, atletico, religioso, vedovo con una figlia, senza storie con stagiste. Non assumeva mai zucchero. Segretamente aveva deciso per noia di iscriversi alla rivista "Out and About" per stabilire una corrispondenza epistolare con un altro uomo, ma sfortunatamente per lui quell'uomo era Ricky.
Teddy Maynard: capo della CIA. In passato era stato un agente attivissimo, ma ora era un vecchio costretto in sedia a rotelle e pieno di acciacchi. Data la crisi che di lì a non molto si sarebbe scatenata nel Medio Oriente, tale da coinvolgere l'America in un Terzo Conflitto, decide di attuare un enorme progetto: far eleggere un presidente adeguato, quindi influenzare pesantemente l'opinione pubblica, che adottasse politiche di riarmamento. Decide che Aaron Lake è l'uomo perfetto, ma dopo alcune settimane scopre tutto riguardo ai Confratelli.
Ricky: personaggio inventato dai Confratelli. È un neo-laureato di 25 anni rinchiuso in un centro di riabilitazione per tossicodipendenti per ricchi dove però la sua terapia sarebbe stata ingiustamente prolungata per impedirgli di accedere al suo patrimonio. Ogni volta che riesce a capire dove risiede la vittima, afferma che per pura fortuna lì abita un parente che lo avrebbe potuto ospitare, così da convincere la vittima ad accettare un possibile appuntamento, troncato da una lettera di ricatto. Sovente chiede di pagare un secondo riscatto.

## Edizioni
- John Grisham, I confratelli, traduzione di Tullio Dobner, collana Oscar bestsellers, Arnoldo Mondadori, ottobre 2001,  p. 331, ISBN 88-04-49852-8.